# مارتن فاولر
مارتن فاولر (بالإنجليزية: Martin Fowler)‏ من مواليد 1963، هو مطور برمجيات بريطاني، كاتب، ومتحدث عام عن تطوير البرمجيات، ومتخصص في التحليل والتصميم الكائني التوجه، لغة النمذجة الموحدة، ونماذج تصميم البرمجيات.

## روابط خارجية
- مارتن فاولر على موقع إن إن دي بي (الإنجليزية)